# Nupserha homeyeri
Nupserha homeyeri är en skalbaggsart som beskrevs av Edgar von Harold 1879. Nupserha homeyeri ingår i släktet Nupserha och familjen långhorningar.
Artens utbredningsområde är:
- Angola.
- Burundi.
- Gabon.
- Kenya.
- Malawi.

Inga underarter finns listade i Catalogue of Life.